# Tanya l'aventurière
Pour plus de détails, voir Fiche technique et Distribution.
Tanya l'aventurière (I Was an Adventuress) est un film américain en noir et blanc de Gregory Ratoff, sorti en 1940.
Il s'agit d'un remake du film français J'étais une aventurière (1938). 

## Synopsis
Un duo d'escrocs utilise une fausse comtesse qui finit par tomber amoureuse d'une de leurs victimes...

## Fiche technique
- Titre français : Tanya l'aventurière
- Titre original : I Was an Adventuress
- Réalisation : Gregory Ratoff
- Scénario : Karl Tunberg, Don Ettlinger, John O'Hara
- Production : Nunnally Johnson
- Société de production : Twentieth Century Fox
- Musique : David Buttolph
- Photographie : Leon Shamroy, Edward Cronjager
- Montage : Francis D. Lyon
- Son : W.D. Flick, Roger Heman Sr.
- Direction artistique : Richard Day, Joseph C. Wright
- Pays de production : États-Unis
- Format : noir et blanc - 35 mm - 1,37:1 - son : Mono  (Western Electric Mirrophonic Recording)
- Genre : Comédie dramatique
- Durée : 81 min
- Dates de sortie :
  - États-Unis : 10 mai 1940
  - France : 25 septembre 1942

## Distribution
- Vera Zorina : la comtesse Tanya Vronsky
- Richard Greene : Paul Vernay
- Erich von Stroheim : Andre Desormeaux
- Peter Lorre : Polo
- Sig Ruman : Herr Protz
- Fritz Feld : Henri Gautier
- Cora Witherspoon : tante Cecile
- Anthony Kemble-Cooper : le cousin Emil
- Paul Porcasi : pêcheur
- Inez Palange : la femme du pêcheur
- Egon Brecher : Jacques Dubois
- Roger Imhof : Henrich Von Kongen
- Rolfe Sedan : le garçon de café
- Eddie Conrad : le garçon de café
- Fortunio Bonanova : le chef d'orchestre
- George Balanchine : le danseur de ballet
- Lew Christensen : le danseur de ballet
- Phyllis Barry : l'anglaise à l'exposition
- Charles Laskey : le danseur de ballet
- Ellinor Vanderveer : l'anglaise à l'exposition